# Pierre Toulhoat
Pour les articles homonymes, voir Toulhoat.
Pierre Étienne Toulhoat, né le 1er septembre 1923 à Quimper et mort le 13 octobre 2014 à Concarneau, est un sculpteur, peintre, vitrailliste et joaillier français.

## Biographie
Pierre Toulhoat fait ses études secondaires au collège du Likès de Quimper, ses études sont couronnées par un bac de philosophie en 1940.
Dessinateur aux ponts et chaussées jusqu'en août 1944, pendant l’Occupation, il participe à la lutte clandestine au sein des FFI du Finistère du groupe de résistance Vengeance. Son service militaire effectué, il devient journaliste pour le journal Le Télégramme pendant quelques mois.
Le goût du dessin qui ne l’a jamais quitté depuis l’enfance l’entraîne vers l’École nationale supérieure des arts décoratifs de Paris en 1947 (option sculpture). Il collabore parallèlement à la nouvelle faïencerie Keraluc dès sa fondation, crée des bijoux pour Kelt, dessine des foulards, tissus et bannières pour Le Minor, crée des vitraux pour l’atelier Le Bihan-Saluden. Il enseigne la céramique et le modelage à l'École régionale des beaux-arts de Quimper et réalise des œuvres murales à la faïencerie Keraluc (bas-reliefs en céramique polychrome), pour l'Institut français de recherche pour l'exploitation de la mer (IFREMER), pour la chapelle de l'ex-hôpital maritime à Brest, pour le lycée de Brizeux à Quimper, etc. Il crée des médailles et des jetons de vœux pour la Monnaie de Paris dont une pour le président du Festival de Cornouaille. Il réalise également l'affiche de cet évènement en 1984. Enfin, il exécute dans son atelier de vitrail des commandes pour de nombreuses églises et chapelles de Bretagne. Il crée un atelier de bijoux avec son épouse Yvonne en 1956 pour éditer ses créations et exécute des pièces d'orfèvrerie religieuses.

## Œuvres dans les collections publiques
- Kervignac, chapelle Notre-Dame-de-la-Clarté : deux bannières, 1991.
- Lampaul-Guimiliau, église Notre-Dame : Calvaire et Sainte Anne, 1992, bannières de processions.
- Locronan, église Saint-Ronan: deux bannières de processions, 1953.
- Nantes, église Saint-Similien : L'Eucharistie et Saint Similien, 1965, bannières de processions.
- Quimper, Musée départemental breton : deux bannières de processions, 1988.
- Saint-Jean-Trolimon, chapelle de Notre-Dame de Tronoën : une bannière de procession à Notre-Dame de Tronoën, et représentation de la croix du christ du calvaire (le christ entouré de six anges) sur le revers, 1992.
- Sainte-Marine en Combrit, chapelle de Sainte-Marine : deux bannières de procession (tissage Le Minor Pont L’Abbé), l’une dédiée à sainte Marine avec  saint Yves et saint Voran, l’autre à saint Tugdual (datée de 1987).

## Distinction
Pierre Toulhoat est décoré de l'ordre de l'Hermine, dont il a dessiné la médaille.

## Élèves
- René Quéré (1932), peintre et céramiste[réf. nécessaire].